# Квантування (обробка сигналів)

Квантованний сигнал

Дискретний сигнал

Цифровий сигнал

Під квантуванням (англ. quantization) неперервної або дискретної величини розуміють розбивку діапазону її значень на скінченну кількість інтервалів. Існує також векторне квантування — розбивка простору можливих значень векторної величини на кінцеве число областей. Квантування часто використовується при обробці цифрових сигналів, у тому числі при стисканні звуку й зображень. Найпростішим видом квантування є розподіл цілочисельного значення на натуральне число, назване коефіцієнтом квантування.
Не слід плутати квантування з дискретизацією (і, відповідно, рівень квантування з частотою дискретизації). При дискретизації величина, що змінюється в часі (сигнал) заміряється із заданою частотою (частотою дискретизації), таким чином, дискретизація розбиває сигнал за часовою складовою (на графіку — по вертикалі). Квантування ж приводить сигнал до заданих значень, тобто, розбиває за рівнем сигналу (на графіку — по горизонталі). Сигнал, до якого застосована і дискретизація і квантування, називається цифровим.
При оцифровці сигналу рівень квантування називають також глибиною дискретизації або розрядністю. Глибина дискретизації виміряється в бітах і позначає кількість біт, що виражають амплітуду сигналу. Чим більше глибина дискретизації, тим точніше цифровий сигнал відповідає аналоговому.

## Інтернет-ресурси
- Materiały dydaktyczne DSP AGH

| Бази даних | Це незавершена стаття з інформатики. Ви можете допомогти проєкту, виправивши або дописавши її. |